# Skinfaxe (glaciär i Grönland)
Skinfaxe är en glaciär i Grönland (Kungariket Danmark).   Den ligger i kommunen Sermersooq, i den södra delen av Grönland, 500 km öster om huvudstaden Nuuk. Skinfaxe ligger 799 meter över havet.
Terrängen runt Skinfaxe är bergig österut, men västerut är den kuperad.  Trakten runt Skinfaxe är nära nog obefolkad, med mindre än två invånare per kvadratkilometer. Det finns inga samhällen i närheten. Trakten runt Skinfaxe är permanent täckt av is och snö.